# Gerhard Roiss

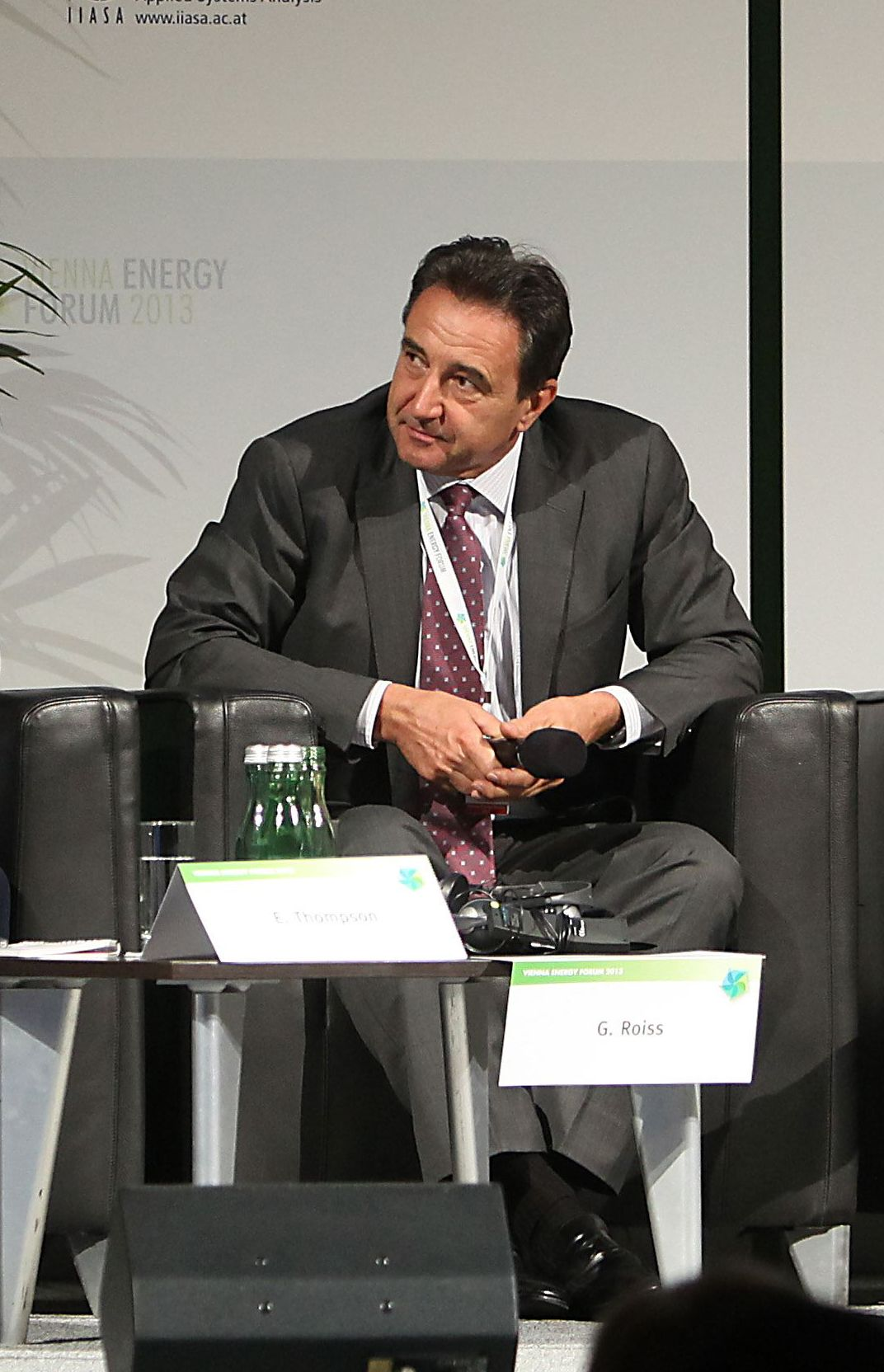
Gerhard Roiss (2013)

Gerhard Roiss (* 2. April 1952 in Linz) war von 2001 bis 2011 stellvertretender Vorsitzender und von 2011 bis 2015 Vorstandsvorsitzender des österreichischen  Erdöl-, Erdgas- und Chemiekonzerns OMV.

## Leben
Roiss studierte an den Universitäten Wien, Linz und Stanford (Vereinigte Staaten).
Im Jahr 1990 übernahm er die Leitung des OMV Marketing. Im selben Jahr wurde er in den Vorstand der PCD Polymere GmbH berufen. Im Jahr 1997 wechselte er in den Vorstand des OMV-Konzerns, wo er sich für die Bereiche Kunststoffe und Chemie verantwortlich zeichnete. Im Jahr 2000 übernahm er zusätzlich den Verantwortungsbereich Exploration und Produktion. Von 1. Januar 2002 bis 31. März 2011 war er Stellvertretender Vorstandsvorsitzender und für den Bereich Refining & Marketing verantwortlich. Am 1. April 2011 wurde er Vorstandsvorsitzender der OMV Aktiengesellschaft und folgte damit Wolfgang Ruttenstorfer nach. Mit 30. Juni 2015 schied Gerhard Roiss aus dieser Funktion wieder aus. Als Vorstandsvorsitzender der OMV folgte ihm Rainer Seele nach. Im April 2015 wurde Roiss Mitglied des Verwaltungsrats des Schweizer Industriekonzerns Sulzer, im April 2017 übernahm er den Vorsitz des Aufsichtsrats der Verbund AG. Letztgenannten Posten wird er Ende April 2019 niederlegen.
Vom 11. bis 14. Juni 2015 nahm er an der 63. Bilderberg-Konferenz in Telfs-Buchen in Österreich teil.
Im Jahr 2015 investierte Roiss einen einstelligen Millionenbetrag in das Startup has.to.be gmbh von Martin Klässner und finanzierte wesentlich den Weg des Unternehmens zum größten Startup-Exit in Österreich.
In der Funktionsperiode März 2018 bis Februar 2023 war er Mitglied des Universitätsrates der Universität Linz.
Im September 2022 sagte Roiss im ÖVP-Korruptions-Untersuchungsausschuss aus. Die Bundesregierung Faymann II (16. Dez. 2013 bis 9. Mai 2016) unter Werner Faymann (SPÖ) und Michael Spindelegger (ÖVP) hatte im Frühjahr 2014, kein Vierteljahr nach der völkerrechtswidrigen Annexion der ukrainischen Halbinsel Krim durch Russland, lukrative Verträge (unter anderen zwischen den Energiekonzernen OMV und Gazprom) unterzeichnet. 
Roiss sagte, die OMV sei gegen seine eigenen Bedenken in diese Richtung gedrängt worden. Nachdem 2014 aber der Automobilunternehmer Siegfried Wolf Aufsichtsratschef der staatseigenen ÖIAG geworden war, habe man ihm (Roiss) mitgeteilt, sich von ihm trennen zu wollen. Rainer Seele, vormals Vorstandsvorsitzender von Wintershall, wurde sein Nachfolger. 
Er (Roiss) habe stark auf Gas aus Norwegen gesetzt. Ein zweites Drittel sollte aus Rumänien kommen, das dritte Drittel aus österreichischen Vorkommen und aus Russland. Gegen seinen Willen sei über eine Beteiligung an der Ostsee-Gaspipeline Nord Stream 2 verhandelt worden und ohne sein Wissen auch darüber, norwegische Gasfelder gegen eine Beteiligung in Russland zu tauschen. Die Regierung Norwegens habe diesen geplanten Tausch glücklicherweise gestoppt, sonst wäre Österreich heute zu 90 oder 95 Prozent statt 80 Prozent von russischem Gas abhängig.
Roiss ist verheiratet und hat drei Kinder.